# Собинский
Собинский — починок в Шарканском районе Удмуртской республики.

## География
Находится в восточной части Удмуртии на расстоянии приблизительно 6 км на юго-восток по прямой от районного центра села Шаркан.

## История
Основан в 1865 году как выселок переселенцами из деревни Собино. В 1893 году здесь было 15 дворов, в 1905 (починок Собинский Выселок) — 26. С 1916 года починок Собинский (Мосинский). До 2021 года входил в состав Порозовского сельского поселения.

## Население
Постоянное население составляло 109 человек (1893 год, все русские), 161 (1905, 9 человек в 2002 году (русские 89 %), 10 в 2012.